# Sempronia agraria
La llei Sempronia agraria va ser una antiga llei romana de les anomenades Agrariae, proposada per Tiberi Semproni Grac quan eren cònsols Tit Quinti Flaminí i Quint Cecili Metel Baleàric l'any 123 aC. Prohibia que una persona pogués posseir més de 500 jugueres de terra pública. La llei Licinia Sextia de agrorum ja ho havia prohibit però no es respectava. Grac va nomenar tres comissionats per assegurar-ne el compliment. L'excés de terres posseïdes per un sol individu s'havia de distribuir entre els pobres.